# Fusarium torulosum
Fusarium torulosum är en svampart som först beskrevs av Berk. & M.A. Curtis, och fick sitt nu gällande namn av Nirenberg 1995. Fusarium torulosum ingår i släktet Fusarium och familjen Nectriaceae.   Inga underarter finns listade i Catalogue of Life.